# Bettmann-Archiv
Das Bettmann-Archiv ist eine Bilder- und Fotosammlung, die von Otto L. Bettmann gegründet wurde und mit einem Bestand von etwa 11 Millionen Bildern seit 2016 im Besitz von Unity Glory, einem Unternehmen der chinesischen Visual China Group, ist.

## Gründung
Als der Kulturhistoriker Otto Bettmann 1935 aus Deutschland in die USA emigrieren musste, hatte er im Gepäck den Grundstock einer Bilder- und Fotosammlung, mit der er 1936 in New York City eine Bilderagentur gründete. Bereits 1938 verfügte diese über 15.000 Bilder. Deren Nutzungsrechte verkaufte sie mit einer jeweils einmaligen Lizenz an Redaktionen von Zeitungen, Zeitschriften und TV sowie an Bucheditoren und an die Werbewirtschaft. Bettmanns unternehmerische Leistung bestand in der Entwicklung dieses Geschäftsmodells sowie dem Aufkauf und der Indexierung der rasch wachsenden Bestände. 
1967 kaufte Bettmann die Gendreau-Sammlung und 1972 die Underwood & Underwood-Sammlung auf; bis 1980 wuchs der Bestand des Archivs auf zwei Millionen Bilder an. 1981 verkaufte Bettmann das Archiv an die Kraus-Thomson Organization. Von 1995 bis 2015 gehörte das Bettmann-Archiv zu Corbis, dem weltweit zweitgrößten Bildarchiv, das von Bill Gates gegründet wurde. Seitdem befindet sich das Archiv in chinesischem Eigentum und wird außerhalb der Volksrepublik China von Getty Images vertrieben.

## Lagerung
Seit 2002 lagern die Bestände des Archivs in der Iron Mountain National Underground Storage Facility in Boyers, Pennsylvania, einem ehemaligen Kalksteinbruch, wo die Originale in 67 m Tiefe bei einer Temperatur von −20 °C vor Verfall weitgehend sicher sind.

## Inhaltsbeispiele
Zu den bekanntesten Bildern des Bettmann-Archivs gehören das Foto Albert Einstein mit herausgestreckter Zunge, Bilder der Katastrophe des Luftschiffes Hindenburg 1937 und ein Bild der Erstbezwinger des Mount Everest, Edmund Hillary und Tenzing Norgay.

## Fiktive Erwähnung
Die Zukunft dieser Lagereinrichtung und ihre schließliche Zerstörung nach einem fiktiven Verschwinden der Menschheit wird in Folge 5 der 2. Staffel der Dokufiktion-Serie Zukunft ohne Menschen („Einsturzgefahr“, USA 2010) gezeigt.